# Limbe (Camarões)
Limbe ou Victoria é uma cidade dos Camarões localizada na província de Sudoeste. Limbe é a capital do departamento de Fako.